# Nuevo método austriaco de construcción de túneles

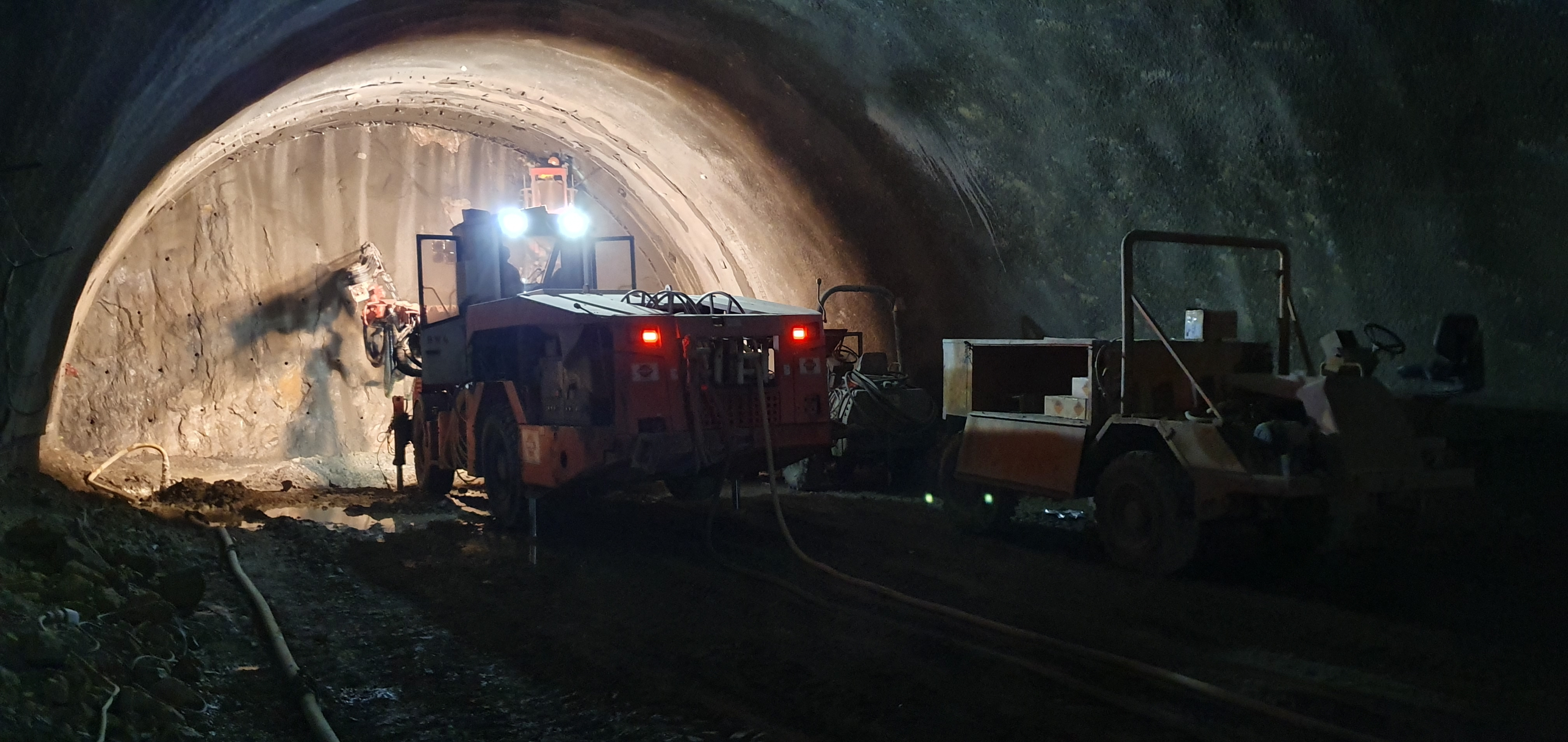
Perforación de los barrenos para la introducción de explosivos y su detonación.

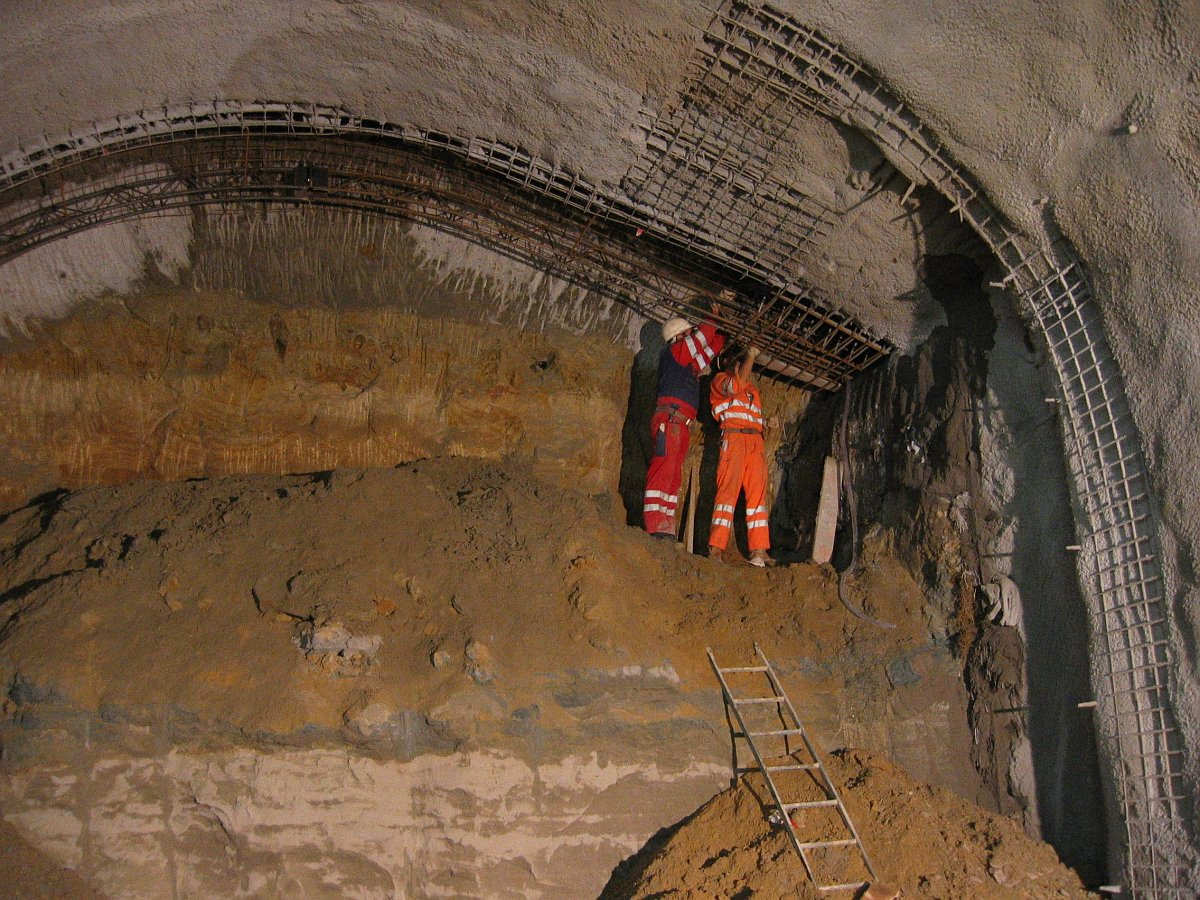
Colocación de la malla de acero estructural.

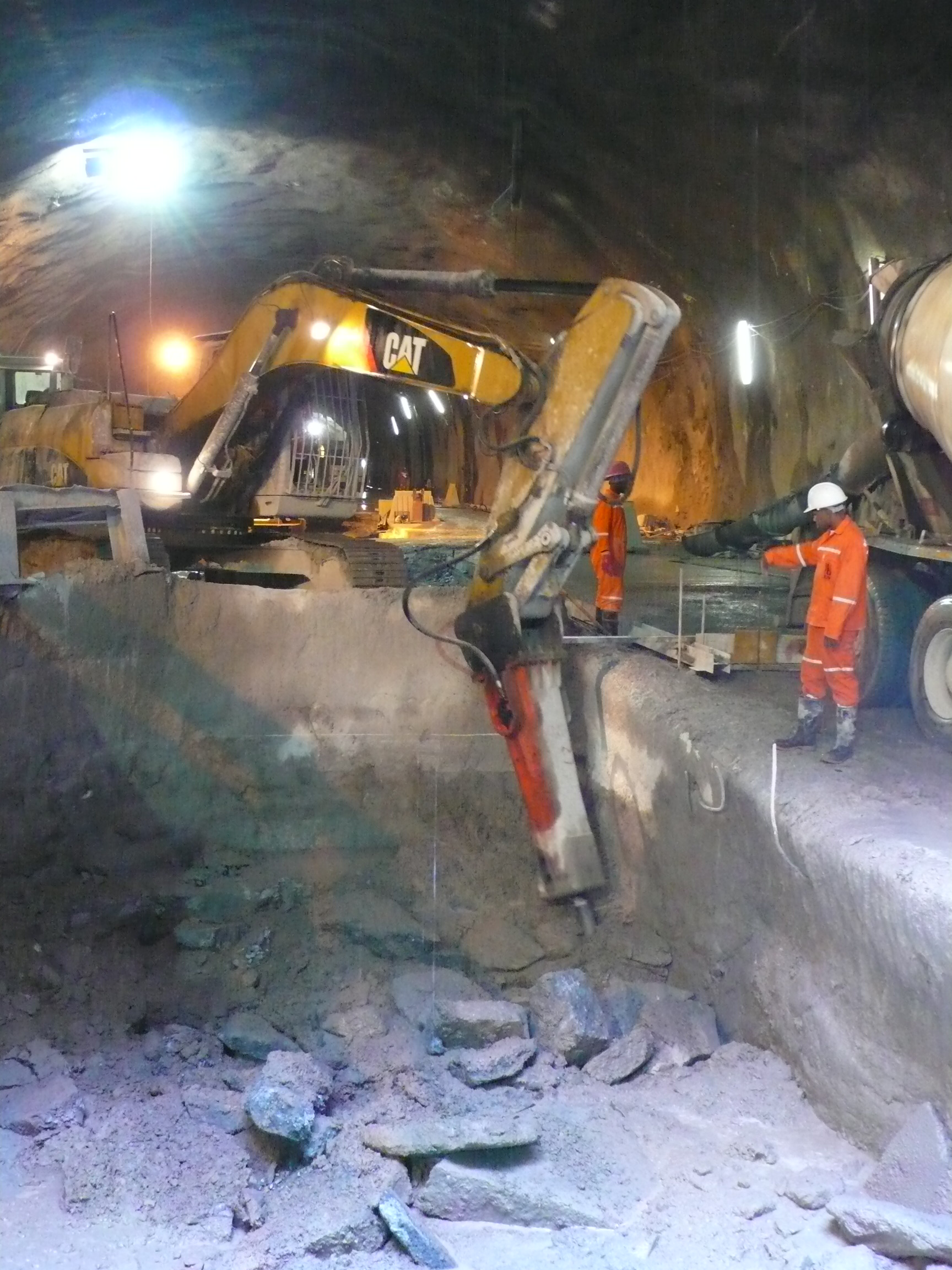
Fase de destroza.

El nuevo método austríaco de construcción de túneles (NATM, por sus siglas en inglés), también conocido como método de excavación secuencial (SEM, por sus siglas en inglés) o de avance y destroza, es un método de diseño y construcción de túneles modernos. La excavación se realiza en dos fases, primero se realiza la excavación superior (avance) y después se retira el terreno que quede debajo hasta la cota del túnel (destroza). El método se basa en usar la tensión geológica del macizo rocoso circundante para que el túnel se estabilice a sí mismo mediante el efecto arco. Para conseguirlo se basan en medidas geotécnicas para trazar un sección óptima. La excavación es inmediatamente protegida con una delgada capa de hormigón proyectado. Esto crea una anillo de descarga natural que minimiza la deformación de la roca.
Esta técnica ganó notoriedad en la década de 1960 basada en los trabajos de Ladislaus von Rabcewicz, Leopold Müller y Franz Pacher entre 1957 y 1965 en Austria. Su nombre estaba destinado a distinguirlo del antiguo enfoque de túnel de Austria. La diferencia fundamental entre este nuevo método de tunelización, a diferencia de los métodos anteriores, proviene de las ventajas económicas disponibles al aprovechar la fuerza geológica inherente disponible en la masa rocosa circundante para estabilizar el túnel.
En general, se cree[¿quién?] que NATM / SEM ha ayudado a revolucionar la industria de los túneles modernos, ya que muchos de ellos han utilizado esta técnica de excavación.

## Principios
El NATM integra los principios del comportamiento de masas rocosas sometidas a cargas y la monitorización de la eficiencia de la construcción bajo tierra. El NATM es a menudo citado como un enfoque de "diseño sobre la marcha", al proporcionar un soporte optimizado basado en las condiciones observadas del terreno. Más correctamente, puede describirse como un enfoque de "diseño a medida que se monitoriza", basado en las convergencias y/o divergencias observadas en el revestimiento y en el estudio de las condiciones predominantes de las rocas. El NATM no es un conjunto de técnicas específicas de excavación y soporte.
El NATM consta de siete elementos:
- Explotación de la fuerza de la masa rocosa nativa: se basa en la fuerza inherente de la masa rocosa circundante que se conserva como el componente principal del soporte del túnel. El soporte primario está dirigido a permitir que la roca se soporte por sí misma.
- Protección de hormigón proyectado: se debe minimizar el aflojamiento y la deformación excesiva de la roca. Esto se logra aplicando una fina capa de hormigón proyectado inmediatamente después del avance de la cara.
- Medición y monitoreo - Las posibles deformaciones de la excavación deben ser monitorizadas cuidadosamente. NATM requiere la instalación de instrumentación de medición sofisticada. Está incrustado en el revestimiento, suelo y perforaciones. En el caso de movimientos observados, los soportes adicionales se instalan solo cuando sea necesario, con un coste global asequible para el costo total del proyecto.
- Soporte flexible: el revestimiento primario es delgado y refleja las condiciones de estratos recientes. Se usa soporte activo en lugar de pasivo y el túnel se fortalece con una combinación flexible de pernos de anclaje, malla de alambre y nervios de acero, no con un revestimiento de hormigón más grueso.
- Cierre de la inversión: especialmente importante en terrenos blandos, el cierre rápido de la parte inferior (la parte inferior del túnel) que crea un anillo de carga es importante, y tiene la ventaja de comprometer la fuerza inherente de la masa rocosa que rodea el túnel.
- Arreglos contractuales: dado que el NATM se basa en mediciones de monitoreo, son posibles cambios en el soporte y el método de construcción, pero solo si el sistema contractual lo permite.
- La clasificación de masas de roca, que van desde muy duro a muy suave, determina las medidas de soporte mínimas requeridas y evita el desperdicio económico que proviene de medidas de apoyo innecesariamente fuertes. Existen diseños de sistemas de soporte para cada una de las principales clases de rocas. Estos sirven como las pautas para el refuerzo del túnel.